# Lyoner

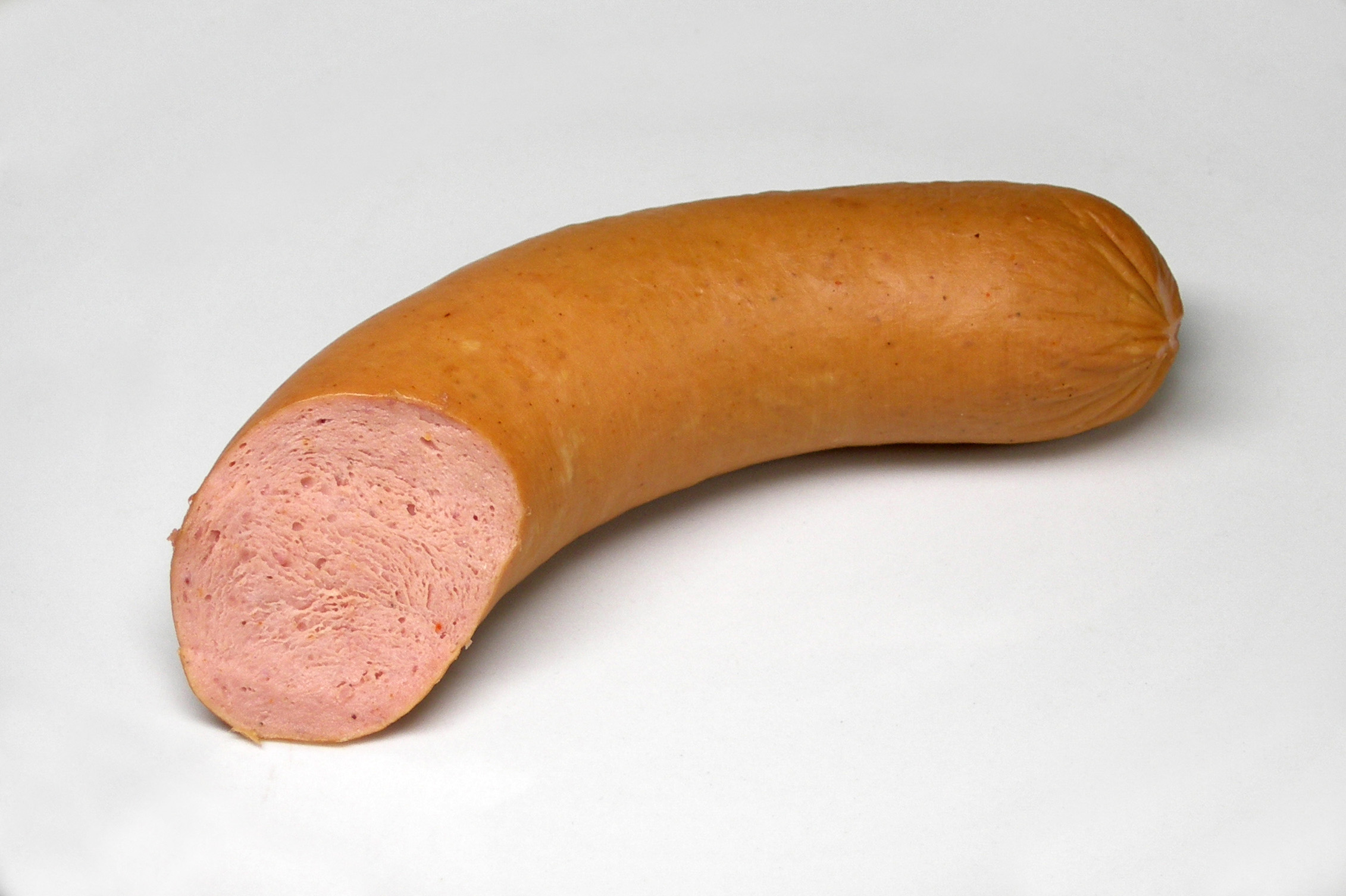
Feine Lyoner im Naturdarm

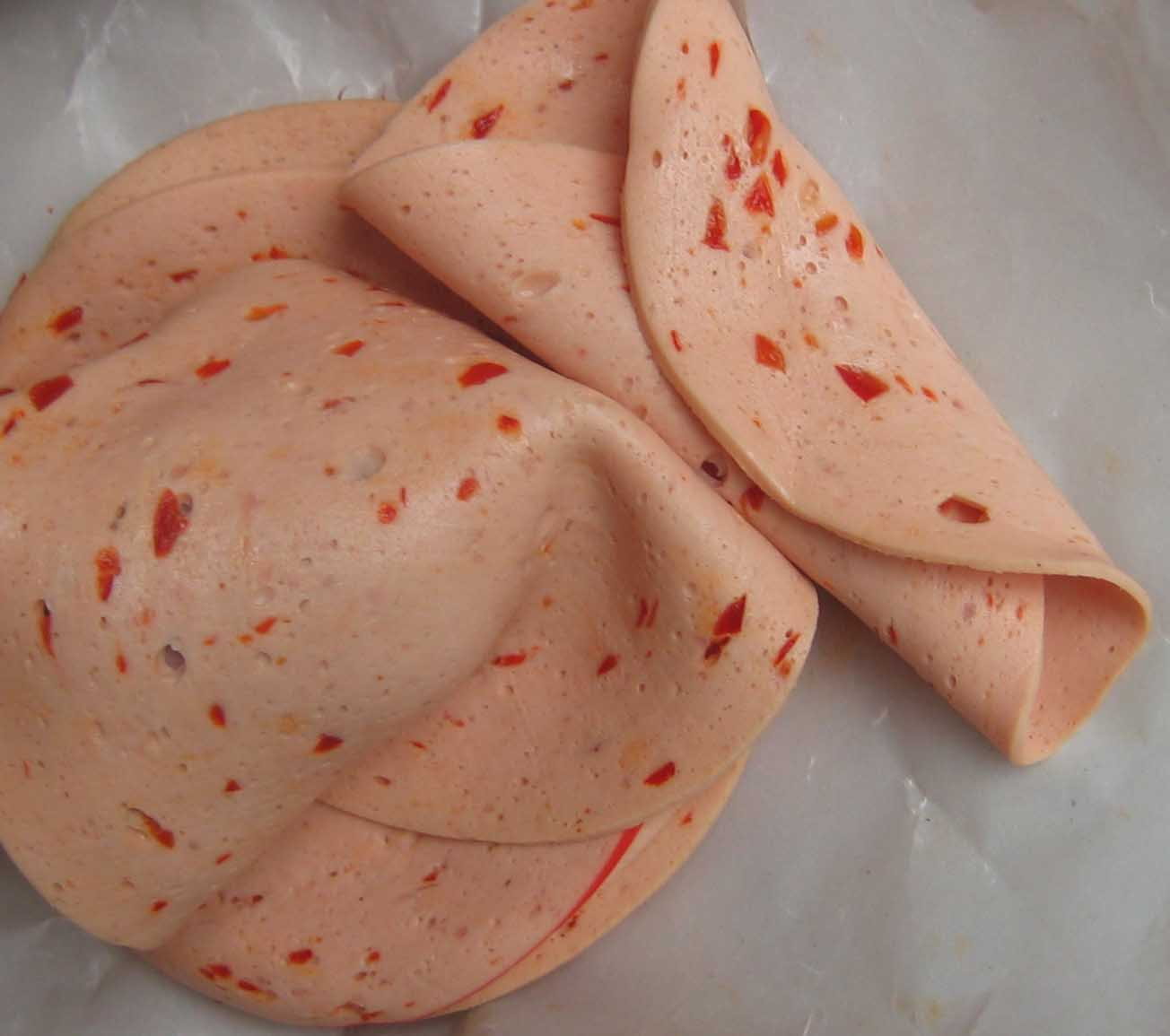
Neben reiner Lyoner sind auch zahlreiche Sorten mit Einlagen im Handel, beispielsweise Paprika-Lyoner

Lyoner oder Fleischwurst ist eine Brühwurst ohne Einlage. Das Rezept stammt ursprünglich aus der französischen Stadt Lyon, dort wird sie Cervelas genannt.
Hergestellt wird sie aus gepökeltem Schweinefleisch, auch mit Rind- oder Kalbfleisch vermischt, und Rückenspeck, je nach Rezept mit weißem Pfeffer, Kardamom, Kurkuma, Muskat, Koriander, Knoblauch, Ingwer u. a. mild gewürzt. Die Zutaten werden je nach Sorte mit Eisschnee grob oder fein gekuttert. Dieses Brät (auch Fleischwurstbrät) wird anschließend in Rinds- oder Kunstdärme gefüllt, gebrüht und leicht heißgeräuchert. Das Füllen in Rindsdärme spielt heute eher eine untergeordnete Rolle, da die Rindsdärme lediglich als Importware (z. B. aus Argentinien) in Frage kommen. Därme in Europa geschlachteter Rinder dürfen seit Beginn der BSE-Krise nicht mehr in der Lebensmittelproduktion verwendet werden.
Lyoner wird kalt oder heiß verzehrt. Ein typisches Gericht ist Cervelas chaud à la beaujolaise, grobe Lyoner, die im Ofen auf Schalotten in rotem Beaujolais geschmort wird. Serviert wird sie mit Pellkartoffeln oder Linsen.
Feine Lyoner wurde über Frankreich hinaus z. B. in der Schweiz populär; als „Saarländische bzw. saarländischer Lyoner“ (wahlweise feminin oder maskulin) gilt sie als regionale Spezialität. Regional wird umgekehrt eine Fleischwurst mit Einlage, vergleichbar der Mortadella, als „Lyoner“ angeboten.
In den deutschsprachigen Ländern wird Lyoner meist kalt als Aufschnitt oder als Wurstsalat gegessen. Daneben wird sie auch für Fleischsalat verwendet. In der Pfalz, Rheinhessen und benachbarten Regionen gehört sie zu Weck, Worscht un Woi.
Man unterscheidet in Deutschland die verschiedenen Qualitäten lebensmittelrechtlich nach ihrem BEFFE-Gehalt (Anteil bindegewebsfreier Proteine im Fleischprotein), dem Maß für den Anteil an schierem Muskelfleisch, und somit:
- Fleischwurst (einfach)
- Fleischwurst (extra)
- Lyoner (BEFFE): mind. 8 % (BEFFE im Fleischprotein histometrisch nicht unter 65 Vol.-% und chemisch nicht unter 75 %), Leitsatz-Nr. 2.222.1

In den Vereinigten Staaten ist die Handelsbezeichnung Bologna bzw. Ring Bologna sowie die umgangssprachliche Bezeichnung Baloney üblich. Baloney ist daneben auch ein Slang-Wort für „Unsinn“. In anderen englischsprachigen Ländern ist auch die Bezeichnung Polony gebräuchlich.